# Leichtathletik-Balkan-Hallenmeisterschaften 2025
Die 29. Leichtathletik-Balkan-Hallenmeisterschaften fanden am 15. Februar 2025 in der Atletska dvorana in der serbischen Hauptstadt Belgrad statt, das damit zum zweiten Mal nach 2017 Austragungsort der Balkan-Hallenmeisterschaften war.

## Ergebnisse Männer

### 60 m
| Platz | Athlet                    | Land | Zeit (s) |
| ----- | ------------------------- | ---- | -------- |
| 1     | Ertan Özkan               | TUR  | 6,63     |
| 2     | Mustafa Kemal Ay          | TUR  | 6,65 PB  |
| 3     | Nikola Karamanolow        | BGR  | 6,69     |
| 4     | Christo Iliew             | BGR  | 6,72     |
| 5     | Aleksa Kijanović          | SRB  | 6,75     |
| 6     | Vasileios Myrianthopoulos | GRC  | 6,81     |
| 7     | Stavros Avgoustinou       | CYP  | 6,82 PB  |
| 8     | Theodoros Vrontinos       | GRC  | 6,82     |

### 400 m
| Platz | Athlet              | Land | Zeit (s) |
| ----- | ------------------- | ---- | -------- |
| 1     | Oleksandr Pohorilko | UKR  | 46,49 PB |
| 2     | Boško Kijanović     | SRB  | 46,71 SB |
| 3     | Berke Akçam         | TUR  | 47,14    |
| 4     | Lovro Mesec Košir   | SVN  | 47,23    |
| 5     | Franko Burraj       | ALB  | 47,27 SB |
| 6     | İlyas Çanakçı       | TUR  | 47,28    |
| 7     | Nikola Kostić       | SRB  | 47,65    |
| 8     | Rok Ferlan          | SVN  | 47,68    |

Zusammenfassung der besten acht Athleten aus vier Zeitläufen.

### 800 m
| Platz | Athlet             | Land | Zeit (min) |
| ----- | ------------------ | ---- | ---------- |
| 1     | Ömer Faruk Bozdağ  | TUR  | 1:48,42    |
| 2     | Nino Jambrešić     | CRO  | 1:48,73    |
| 3     | Andrej Belčić      | CRO  | 1:48,88    |
| 4     | Jan Vukovič        | SVN  | 1:49,07    |
| 5     | Noam Mamu          | ISR  | 1:49,73    |
| 6     | Cristian Voicu     | ROU  | 1:50,91    |
| 7     | Petros Papaioannou | GRC  | 1:51,29    |
| 8     | Wassyl Wojtjuk     | UKR  | 1:51,56    |

Zusammenfassung der besten acht Athleten aus drei Zeitläufen.

### 1500 m
| Platz | Athlet                | Land | Zeit (min) |
| ----- | --------------------- | ---- | ---------- |
| 1     | Jerwand Mkrttschjan   | ARM  | 3:49,82    |
| 2     | Anže Svit Požgaj      | SVN  | 3:51,69    |
| 3     | İbrahim Erata         | TUR  | 3:51,99    |
| 4     | Martin Balabanow      | BGR  | 3:52,46 SB |
| 5     | Kabir Ziljkić         | SRB  | 3:55,07 SB |
| 6     | Uroš Mašićn           | SRB  | 3:55,70 PB |
| 7     | Constantin Deaconescu | ROU  | 3:56,61    |

### 3000 m
| Platz | Athlet             | Land | Zeit (min) |
| ----- | ------------------ | ---- | ---------- |
| 1     | Salih Teksöz       | TUR  | 8:10,62    |
| 2     | Vid Botolin        | SVN  | 8:11,77    |
| 3     | Ayetullah Aslanhan | TUR  | 8:21,71    |

### 60 m Hürden
| Platz | Athlet                  | Land | Zeit (s) |
| ----- | ----------------------- | ---- | -------- |
| 1     | Mikdat Sevler           | TUR  | 7,68 NR  |
| 2     | Alin Anton              | ROU  | 7,78     |
| 3     | Ayetullah Demir         | TUR  | 7,94     |
| 4     | Stanislaw Stankow       | BUL  | 7,95     |
| 5     | Wolodymyr Kilko         | UKR  | 8,08     |
| 6     | Dobromir Nikolow        | BGR  | 8,12     |
| 7     | Konstantinos Tziakouris | CYP  | 8,23     |
|       | Luka Trgovčević         | SRB  | DNF      |

### 4 × 400 m Staffel
| Platz | Land      | Athleten                                                          | Zeit (min) |
| ----- | --------- | ----------------------------------------------------------------- | ---------- |
| 1     | Türkei    | Eren Keser Berke Akçam İlyas Çanakçı İsmail Nezir                 | 3:10,97    |
| 2     | Slowenien | Maj Janža Jan Vukovič Lovro Mesec Košir Rok Ferlan                | 3:11,38    |
| 3     | Rumänien  | Cristian Voicu Constantin Deaconescu Andrei Enache Mario Dobrescu | 3:27,18    |

### Hochsprung
| Platz | Athlet            | Land | Höhe (m) |
| ----- | ----------------- | ---- | -------- |
| 1     | Wadym Krawtschuk  | UKR  | 2,19     |
| 2     | Tichomir Iwanow   | BGR  | 2,19     |
| 3     | Andonis Merlos    | GRC  | 2,16     |
| 4     | David Bejinaru    | ROU  | 2,09     |
| 5     | Marko Šuković     | BIH  | 2,05     |
| 6     | Valentin Androne  | ROU  | 2,05     |
| 7     | Slavko Stević     | SRB  | 2,00     |
| 8     | Enes Talha Şenses | TUR  | 2,00     |

### Stabhochsprung
| Platz | Athlet              | Land | Höhe (m) |
| ----- | ------------------- | ---- | -------- |
| 1     | Illja Bobrownyk     | UKR  | 5,30     |
| 2     | Erdem Tilki         | TUR  | 5,20     |
| 3     | Luka Zupanc         | SVN  | 5,20     |
| 4     | Walentyn Loboda     | UKR  | 5,10     |
| 5     | Alex Ljubenow       | BGR  | 5,10 SB  |
| 6     | Jak Rovan           | SVN  | 4,95     |
|       | Ivan Geronimo Šerić | CRO  | NMH      |

### Weitsprung
| Platz | Athlet                | Land | Weite (m) |
| ----- | --------------------- | ---- | --------- |
| 1     | Boschidar Sarabojukow | BGR  | 8,12 CR   |
| 2     | Danylo Dubyna         | UKR  | 7,92 SB   |
| 3     | Andreas Trajkovski    | MKD  | 7,63      |
| 4     | Nikita Masljuk        | UKR  | 7,61      |
| 5     | Vasilios Martinakis   | GRC  | 7,22      |
| 6     | Batuhan Çakır         | TUR  | 7,42      |
| 7     | Nazim Babayev         | AZE  | 7,31      |
| 8     | Muhamet Çangeli       | ALB  | 7,30      |

### Dreisprung
| Platz | Athlet                 | Land | Weite (m) |
| ----- | ---------------------- | ---- | --------- |
| 1     | Rustam Məmmədov        | AZE  | 16,30     |
| 2     | Gor Howakimjan         | ARM  | 16,10 PB  |
| 3     | Can Özüpek             | TUR  | 16,09     |
| 4     | Endiorass Kingley      | AUT  | 16,07 SB  |
| 5     | Dimitris Tsiamis       | GRC  | 16,01 SB  |
| 6     | Lascha Gulelauri       | GEO  | 16,00     |
| 7     | Rasmik Ghasarjan       | ARM  | 15,89     |
| 8     | Nikolaos Andrikopoulos | GRC  | 15,74     |

### Kugelstoßen
| Platz | Athlet              | Land | Weite (m) |
| ----- | ------------------- | ---- | --------- |
| 1     | Andrei Toader       | ROU  | 20,89 CR  |
| 2     | Armin Sinančević    | SRB  | 20,42 SB  |
| 3     | Mesud Pezer         | BIH  | 19,79     |
| 4     | Artem Lewtschenko   | UKR  | 19,64 SB  |
| 5     | Alexandr Mazur      | MDA  | 19,14     |
| 6     | Giorgi Mudscharidse | GEO  | 19,12 SB  |
| 7     | Odysseas Mouzenidis | GRC  | 18,77 SB  |
| 8     | Nermin Štitkovac    | BIH  | 18,69     |

## Ergebnisse Frauen

### 60 m
| Platz | Athletin              | Land | Zeit (s) |
| ----- | --------------------- | ---- | -------- |
| 1     | Maria Mihalache       | ROU  | 7,31 PB  |
| 2     | Lucija Potnik         | SVN  | 7,32 PB  |
| 3     | Dimitra Tsoukala      | GRC  | 7,33 PB  |
| 4     | Simay Özçiftçi        | TUR  | 7,40     |
| 5     | Milana Tirnanić       | SRB  | 7,43     |
| 6     | Kristen Radukanowa    | BGR  | 7,44 =SB |
| 7     | Alessandra Gasparelli | SMR  | 7,48     |
| 8     | Tamara Radojičić      | SRB  | 7,51     |

### 400 m
| Platz | Athletin           | Land | Zeit (s) |
| ----- | ------------------ | ---- | -------- |
| 1     | Veronika Drljačić  | CRO  | 53,85    |
| 2     | Andrea Sawowa      | BGR  | 54,14    |
| 3     | Karolina Zbičajnik | SVN  | 54,45 PB |
| 4     | Eda Nur Tulum      | TUR  | 54,45    |
| 5     | Natalija Švenda    | CRO  | 55,34    |
| 6     | Sıla Koloğlu       | TUR  | 55,59    |
| 7     | Lamiyə Vəliyeva    | AZE  | 55,92 NR |
| 8     | Ajda Kaučič        | SVN  | 56,00    |

Zusammenfassung der besten acht aus fünf Zeitläufen.

### 800 m
| Platz | Athletin                 | Land | Zeit (min)    |
| ----- | ------------------------ | ---- | ------------- |
| 1     | Caroline Bredlinger      | AUT  | 2:02,18 SB    |
| 2     | Nina Vuković             | CRO  | 2:02,44 SB    |
| 3     | Georgia-Maria Despollari | GRC  | 2:03,38 PB    |
| 4     | Petja Klojčnik           | SVN  | 2:04,10 PB    |
| 5     | Stavri Filippou          | CYP  | 2:04,29       |
| 6     | Tara Vučković            | SRB  | 2:06,80 NU20R |
| 7     | Maša Rajić               | SRB  | 2:08.15       |
| 8     | Elif Beyza Kökçüoğlu     | TUR  | 2:09,96       |

Zusammenfassung der besten acht Athletinnen aus zwei Zeitläufen.

### 1500 m
| Platz | Athletin           | Land | Zeit (min) |
| ----- | ------------------ | ---- | ---------- |
| 1     | Tuğba Toptaş       | TUR  | 4:23,96    |
| 2     | Klara Andrijašević | CRO  | 4:24,39    |
| 3     | Emmanouela Plaka   | GRC  | 4:26,83    |
| 4     | Natalija Grujić    | SRB  | 4:35,49    |
| 5     | Mihaela Botnari    | MDA  | 4:41,23    |
|       | Hana Grobovšek     | SVN  | DNF        |

### 3000 m
| Platz | Athletin               | Land | Zeit (min) |
| ----- | ---------------------- | ---- | ---------- |
| 1     | Stella Rutto           | ROU  | 8:59,45 PB |
| 2     | Bahar Yıldırım         | TUR  | 9:00,84 PB |
| 3     | Derya Kunur            | TUR  | 9:07,34    |
| 4     | Karawan Halabi Kablan  | ISR  | 9:16,13 PB |
| 5     | Vasiliki Kallimogianni | GRC  | 9:34,01    |
| 6     | Mejra Mehmedović       | SRB  | 9:34,98    |
| 7     | Ayala Harris           | ISR  | 9:39,33 PB |
| 8     | Milica Tomašević       | SRB  | 9:51,76    |

### 60 m Hürden
| Platz | Athletin           | Land | Zeit (s) |
| ----- | ------------------ | ---- | -------- |
| 1     | Mia Wild           | CRO  | 8,06 PB  |
| 2     | Marija Bukvić      | SRB  | 8,18     |
| 3     | Nika Glojnarič     | SVN  | 8,21     |
| 4     | Hanna Plotizyna    | UKR  | 8,21     |
| 5     | Anamaria Nesteriuc | ROU  | 8,24     |
| 6     | Alina Kyschkina    | UKR  | 8,24 PB  |
| 7     | Lana Andolšek      | SVN  | 8,29     |
| 8     | Sofia Iosifidou    | GRC  | 8,33     |

### 4 × 400 m Staffel
| Platz | Land      | Athletin                                                          | Zeit (min) |
| ----- | --------- | ----------------------------------------------------------------- | ---------- |
| 1     | Slowenien | Ajda Kaučič Petja Klojčnik Maja Pogorevc Karolina Zbičajnik       | 3:39,14    |
| 2     | Kroatien  | Natalija Švenda Klara Andrijašević Nina Vuković Veronika Drljačić | 3:40,78 NR |
| 3     | Türkei    | Sıla Koloğlu Elif Polat Elif Ilgaz Eda Nur Tulum                  | 3:40,99    |
| 4     | Serbien   | Aleksandra Pešić Maša Rajić Tara Vučković Minja Kopunović         | 3:43,07    |

### Hochsprung
| Platz | Athletin       | Land | Höhe (m) |
| ----- | -------------- | ---- | -------- |
| 1     | Marija Vuković | MNE  | 1,80     |
| 2     | Tatiana Gousin | GRC  | 1,80     |
| 3     | Natali Kostowa | BGR  | 1,77     |
| 4     | Berra Aygün    | TUR  | 1,77     |

### Stabhochsprung
| Platz | Athletin            | Land | Höhe (m) |
| ----- | ------------------- | ---- | -------- |
| 1     | Jana Hladijtschuk   | UKR  | 4,30     |
| 2     | Buse Arıkazan       | TUR  | 3,95     |
|       | Ariadni Adamopoulou | GRC  | NMH      |

### Weitsprung
| Platz | Athletin                | Land | Weite (m) |
| ----- | ----------------------- | ---- | --------- |
| 1     | Milica Gardašević       | SRB  | 6,47      |
| 2     | Filippa Fotopoulou      | CYP  | 6,42      |
| 3     | Diana Myroschnitschenko | UKR  | 6,34 PB   |
| 4     | Maja Bedrač             | SVN  | 6,29      |
| 5     | Vasiliki Chaitidou      | GRC  | 6,08      |
| 6     | Ecem Çalağan            | TUR  | 5,94      |
| 7     | Maria Stefanopoulou     | GRC  | 5,85      |
| 8     | Emina Omanović          | BIH  | 5,81      |

### Dreisprung
| Platz | Athletin              | Land | Weite (m) |
| ----- | --------------------- | ---- | --------- |
| 1     | Aleksandrija Mitrović | SRB  | 13,59 PB  |
| 2     | Elena Taloș           | ROU  | 13,58 SB  |
| 3     | Kadriye Dilek Durmuş  | TUR  | 13,42 PB  |
| 4     | Natalija Dragojević   | SRB  | 13,21 SB  |
| 5     | Teodora Boberić       | SRB  | 13,13 SB  |
| 6     | Switlana Bojtschuk    | UKR  | 13,09     |
| 7     | Yekaterina Sarıyeva   | AZE  | 13,08     |
| 8     | Sedef Çevik           | TUR  | 13,06 SB  |

### Kugelstoßen
| Platz | Athletin              | Land | Weite (m) |
| ----- | --------------------- | ---- | --------- |
| 1     | Dimitriana Bezede     | MDA  | 17,09     |
| 2     | Olha Holodna          | UKR  | 16,46     |
| 3     | Maria Mangoulia       | GRC  | 15,22     |
| 4     | Aysel Yılmaz          | TUR  | 14,72 SB  |
| 5     | Anđela Obradović      | SRB  | 14,39     |
| 6     | Aleksandra Trifunović | SRB  | 13,32     |